# Апоел (Ум ал-Фам)
ФК Апоел Ум ал-Фам (на иврит: מ מועדון כדורגל הפועל אום אל-פאחם; на английски: Hapoel Umm al-Fahm Football Club) е израелски футболен клуб от град Ум ал-Фам, област Хайфа.
Клубът се състезава в израелската Лига Леумит (Второто ниво в израелския футбол), след като печели през сезон 2018/19 първото място в Лига Алеф.

## История
Клубът е основан през 1963 г. в град Ум ал-Фам и е един от арабските отбори в Израел.
През сезон 2019/20 отстраняват в 1/32 финала лидера в турнира за купата на Израел „Макаби“ (Тел Авив) с 3:2. До този момент „Макаби“ са получили само 1 гол в първенството от 16 изиграни мача и са №1 в Европа по този показател.

## Успехи
- Лига Алеф (3 ниво)
  - Шампион (1): 2018 – 19